# ماسالسکی
ماسالسکی (به لاتین: Masalsky) یک منطقهٔ مسکونی در روسیه است که در سرزمین آلتای واقع شده‌است.